# Nhảy nhảy nhảy
Nhảy nhảy nhảy (ダンス・ダンス・ダンス Dansu Dansu Dansu) còn gọi là Mua múa mùa là tên tiểu thuyết thứ sáu phát hành năm 1988 của Murakami Haruki và là phần tiếp theo của cuốn Cuộc săn cừu hoang. Cùng với dàn nhân vật quen thuộc từ ba cuốn tiểu thuyết đầu tiên của ông nhưng đây không được nằm trong tuyến truyện về "Chuột" vì phong cách và nhân vật đã không còn có điểm chung. Năm 2001, Murakami Haruki nói rằng ông viết Nhảy nhảy nhảy là để tự trấn tĩnh bản thân sau thành công ngoài mong đợi từ tiểu thuyết Rừng Na Uy và vì thế, ông hài lòng khi viết nó hơn các tác phẩm khác.

## Sơ lược cốt truyện
Tiểu thuyết theo chân hành trình kỳ lạ của một nhân vật chính không tên kiếm sống bằng nghề copywriter. Anh bị thúc đẩy trở về Khách sạn Cá Heo, một khách sạn cũ kỹ mà anh từng sống với cô gái mà anh yêu dù thực tế anh không biết tên cô. Cô đã biến mất không để lại dấu vết nào. Lúc này, Khách sạn Cá Heo đã bị mua lại bởi một tập đoàn lớn và đã được chuyển đổi thành một khách sạn hiện đại theo phong cách phương Tây nhưng vẫn giữ tên gọi cũ.
Nhân vật chính trải qua nhiều giấc mơ kỳ lạ trong đó anh gặp lại cô gái mình yêu cùng với Người Cừu - một người đàn ông trùm da cừu chuyên nói chuyện theo lối luyến chữ - cùng nhau họ dẫn dắt anh khám phá ra hai sự kiện kỳ lạ.
Điều đầu tiên là một vấn đề trừu tượng trong tự nhiên, làm cách nào để sống sót trong môi trường không thể sống được. Điều thứ hai là về cái chết của một cô gái gọi, trong đó một người bạn cũ của anh, giờ đây đã là một diễn viên nổi tiếng, có liên quan mật thiết.
Trong quá trình đó anh cũng gặp một cô bé 13 tuổi đang gặp rắc rối nhưng có tài tiên tri, gia đình nhiều rắc rối của cô, một nhà thơ cụt một tay và một cô gái tiếp tân đồng cảm chia sẻ nhiều điểm tương đồng với anh.

## Chủ đề chính
Nhiều nhân vật của cuốn tiểu thuyết mang dấu ấn trong cách viết của Murakami. Nhảy nhảy nhảy xoay quanh chủ đề giới tính, sắc dục, mất mát và sự cô lập, như nhiều các tiểu thuyết khác của ông. Thông thường, nhân vật nam chính diện trong một tác phẩm của Murakami sẽ mất mẹ, bạn đời hoặc bạn gái. Một số các chủ đề khác thường thấy trong các tác phẩm của Murakami được mang vào Nhảy nhảy nhảy là công nghệ, sự xa lánh, sự phi lý và khám phá về nguồn gốc mối liên hệ giữa con người với nhau.
Có một nhân vật trong tiểu thuyết tên Hiraku Makimura, vốn dĩ là phép xáo chữ của "Haruki Murakami". Nhân vật này cũng là một nhà văn nổi tiếng.

## Khác biệt so với bản dịch tiếng Anh
Nhân vật huyền bí tên là "Người Cừu" có cách nói chuyện khác nhau giữa hai phiên bản. Trong bản gốc tiếng Nhật, nhân vật này nói chuyện bình thường. Tuy nhiên trong bản dịch tiếng Anh, các câu nói được thể hiện bằng các từ viết liên tiếp không có khoảng cách. Trong tiếng Nhật, không có khoảng cách giữa các ký tự trong văn viết.

## Tiếp nhận
Nhảy nhảy nhảy đạt điểm rating  69% từ công cụ thống kê iDreamBooks dựa trên bảy ý kiến đánh giá từ giới phê bình.

## Thông Tin Sách
Dance Dance Dance (bản tiếng Anh) được dịch bởi Alfred Birnbaum, và được chuyển ngữ sang tiếng Việt bởi Trần Vân Anh.
- Bản bìa cứng ISBN 4-7700-1683-2, phát hành tháng Giêng năm 1994 bởi Kodansha International
- Bản bìa mềm ISBN 0-6797-5379-6, phát hành ngày 31 tháng Giêng năm 1995 bởi Vintage Press
- Bản bìa mềm ISBN 978-604-333-142-4, phát hành ngày 13 tháng 9 năm 2011 bởi Nhà xuất bản Hội nhà văn và Nhã Nam